# Crítica de Mahoma

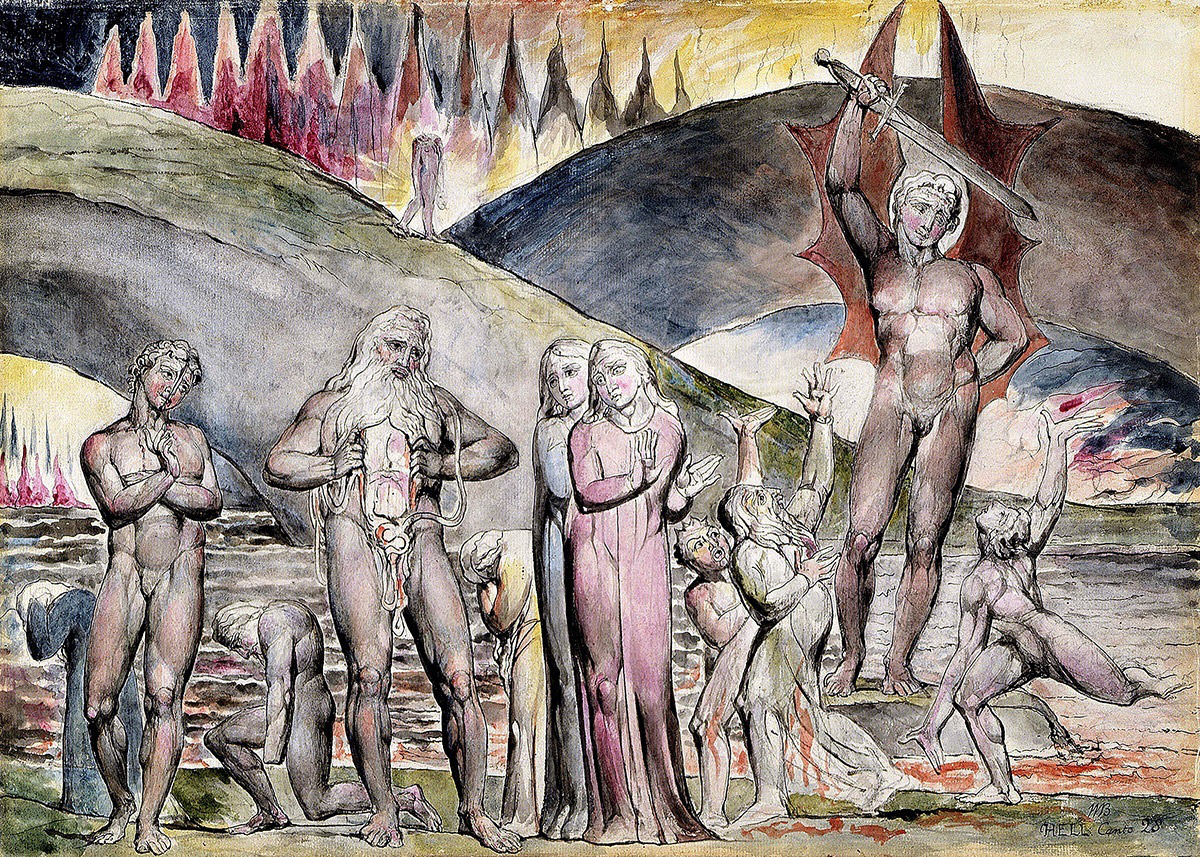
El Infierno de Dante arroja a Mahoma al infierno, reflejando su imagen negativa en el mundo cristiano. Aquí, la ilustración de William Blake del Infierno muestra a Mahoma abriendo su pecho que ha sido cortado por un demonio para simbolizar su papel como "cismático", ya que el Islam era considerado una herejía por los cristianos medievales.

La crítica a la figura, palabras o ideas del profeta Mahoma ha existido desde el siglo VII, cuando Mahoma fue criticado por sus contemporáneos árabes no musulmanes por predicar el monoteísmo, y por las tribus judías de Arabia por lo que afirmaron que eran una apropiación injustificada de narrativas y figuras bíblicas, vituperación de la fe judía, y proclamarse a sí mismo como "el último profeta" sin realizar ningún milagro o mostrar ningún requisito personal exigido en la Biblia hebrea para distinguir un verdadero profeta elegido por el Dios de Israel de un falso pretendiente. Por estas razones, le dieron el apodo despectivo de ha-Meshuggah (hebreo: מְשֻׁגָּע, "el loco" o "el poseído"). Durante la Edad Media, varios pensadores cristianos occidentales y bizantinos consideraron a Mahoma como un pervertido, un hombre deplorable, un falso profeta, e incluso el Anticristo, ya que con frecuencia se lo veía en la cristiandad como un hereje o poseído por demonios. Algunos de ellos, como Tomás de Aquino, criticaron las promesas de placer carnal de Mahoma en el más allá.
La crítica religiosa moderna y secular del Islam se ha referido a la sinceridad de Mahoma al pretender ser profeta, su moralidad, su propiedad de esclavos, su trato a los enemigos, sus matrimonios, su trato a los asuntos doctrinales, y su presunta condición psicológica. Mahoma ha sido acusado de sadismo y despiadado, incluida la invasión de la tribu Banu Qurayza en Medina, relaciones sexuales con esclavos y su matrimonio con Aisha cuando ella tenía seis años, que, según la mayoría de las estimaciones, se consumó cuando tenía nueve años.

## Crítica

### Ex-musulmanes ateos / críticas agnósticas
Muchos antiguos musulmanes como Ibn al-Rawandi, Al-Maʿarri y Ibn al-Warraq fueron famosos escépticos religiosos, eruditos y filósofos que criticaron el Islam, la supuesta autoridad y confiabilidad del Corán, la moralidad de Mahoma, y sus afirmaciones de ser un profeta.
El Corán también menciona a los críticos de Mahoma; por ejemplo, el Corán 25: 4-6 dice que los críticos se quejaron de que Mahoma estaba haciendo pasar lo que otros le decían como revelaciones:

"Los que no creen dicen: "Esto no es más que una mentira que él inventó, y otros lo han ayudado a hacerlo... Historias de los antiguos; él las escribió; se las dictan por la mañana y por la noche".

### Crítica judía
En la Edad Media, era común que los escritores judíos describieran a Mahoma como ha-Meshuggah ("El loco"), un término de desprecio que se usa con frecuencia en la Biblia para aquellos que se creen profetas.

### Críticas del cristianismo

#### Temprana Edad Media
El conocimiento cristiano documentado más antiguo de Mahoma proviene de fuentes bizantinas, escritas poco después de la muerte de Mahoma en el 632. En la Doctrina Jacobi nuper baptizati, un diálogo entre un converso cristiano reciente y varios judíos, un participante escribe que su hermano "le escribió a [él] diciendo que ha aparecido un profeta engañoso en medio de los sarracenos". Otro participante en la Doctrina responde sobre Mahoma: "Él está engañando. ¿Porque los profetas vienen con espada y carro?… [Tú] no descubrirás nada verdadero de dicho profeta excepto el derramamiento de sangre humana".

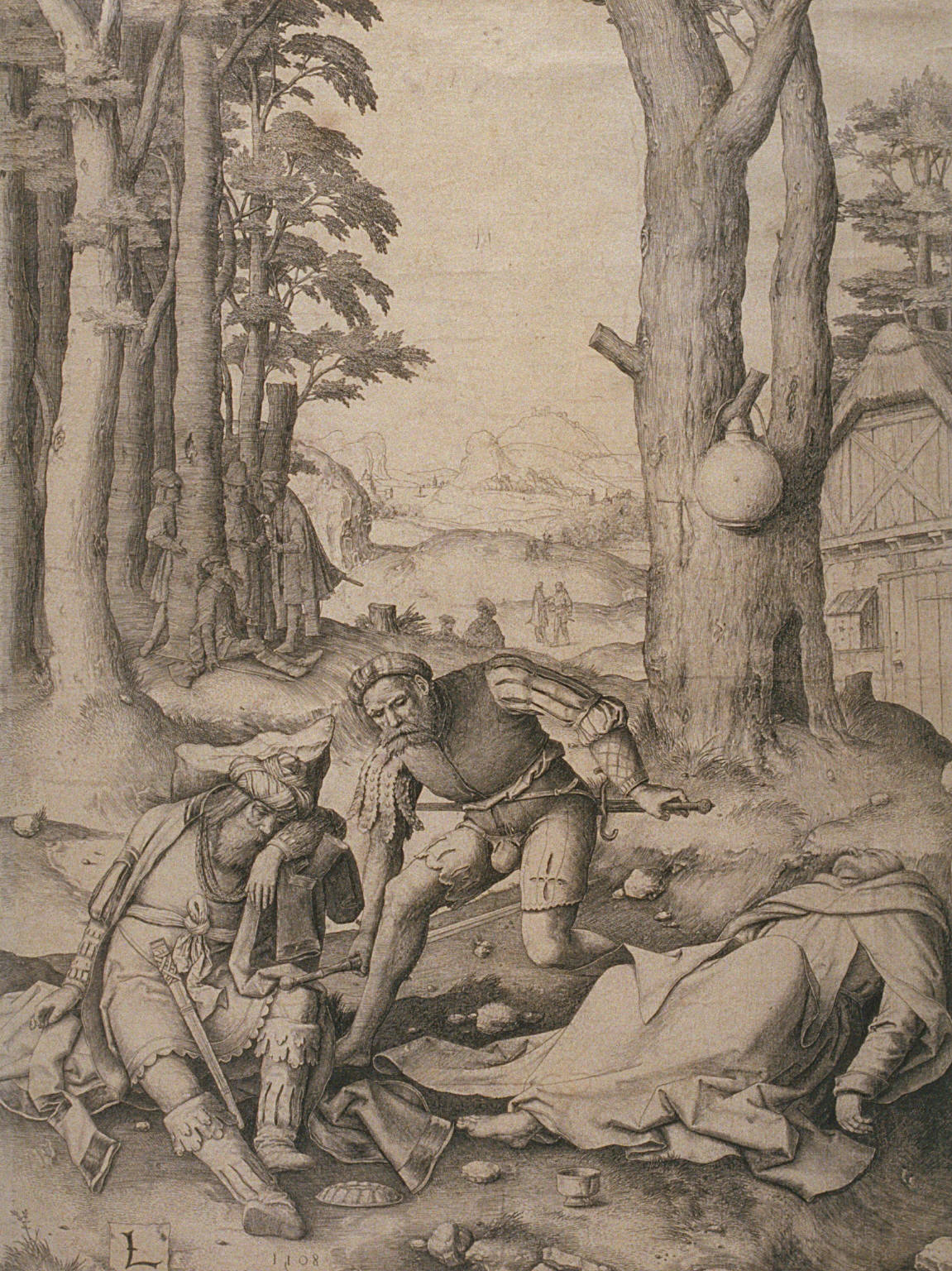
Mahoma y el monje Sergio (Bahira), 1508, del artista holandés Lucas van Leyden. En la crítica cristiana primitiva, se afirmó que Bahira era un monje herético cuyas opiniones erradas inspiraron el Corán.

Un cristiano que estuvo bajo el dominio temprano del califato islámico fue Juan de Damasco (c. 676–749 d. C.), que estaba familiarizado con el Islam y el árabe. El segundo capítulo de su libro, La fuente de la sabiduría, titulado "Acerca de las herejías", presenta una serie de discusiones entre cristianos y musulmanes. Juan afirmó que un monje arriano (que no sabía que era Bahira) influyó en Mahoma y el escritor vio las doctrinas islámicas como nada más que una mezcolanza extraída de la Biblia. Entre las primeras fuentes que representan a Mahoma se encuentra la polémica obra "Concerniente a la herejía" (Perì hairéseōn) de Juan de Damasco, traducida del griego al latín. En este manuscrito, el sacerdote sirio representa a Mahoma como un "falso profeta" y un "Anticristo". Algunos demuestran que Mahoma fue señalado en este manuscrito como "Mamed", pero este estudio fue corregido por Ahlam Sbaihat quien afirmó que es la forma ΜΩΑΜΕθ (Mohamed) la que se menciona en este manuscrito. El fonema h y la geminación de m no existen en griego, por lo que ha desaparecido de los usos de Juan.
A partir del siglo IX se escribieron en latín biografías muy negativas de Mahoma, como la de Álvaro de Córdoba proclamándolo Anticristo. Desde el siglo VII, Mahoma y su nombre se han relacionado con varios estereotipos. Muchas fuentes mencionaron estereotipos exagerados y en ocasiones erróneos. Estos estereotipos nacen en Oriente pero son adoptados o desarrollados en las culturas occidentales. Estas referencias jugaron un papel principal en la introducción de Mahoma y su religión en Occidente como el falso profeta, el príncipe o deidad sarracena, la bestia bíblica, un cismático del cristianismo y una criatura satánica, y el Anticristo.

#### Edad Media
Durante el siglo XII, Pedro el Venerable, que vio a Mahoma como el precursor del Anticristo y el sucesor de Arrio, ordenó la traducción del Corán al latín (pseudoprofeta Lex Mahumet) y la recopilación de información sobre Mahoma para que los eruditos cristianos pudieran refutar las enseñanzas islámicas. Durante el siglo XIII, una serie de obras de eruditos europeos como Pedro Pascual, Ricoldo de Monte Croce y Ramon Llull describieron a Mahoma como un anticristo y argumentaron que el Islam era una herejía cristiana.
El hecho de que Mahoma era analfabeto, que se casó con una viuda adinerada, que en su vida posterior tuvo varias esposas, que gobernó una comunidad humana, estuvo involucrado en varias guerras y que murió como una persona común en contraste con la creencia cristiana en el fin sobrenatural de la vida terrenal de Cristo fueron todos los argumentos utilizados para desacreditar a Mahoma. Una acusación común presentada contra Mahoma fue que era un impostor que, para satisfacer su ambición y su lujuria, propagaba enseñanzas religiosas que sabía que eran falsas. Algunos escritores eclesiásticos medievales retrataron a Mahoma como poseído por Satanás, un "precursor del Anticristo" o el mismo Anticristo. En La Divina Comedia de Dante, Mahoma habita en la novena bolgia del octavo círculo del infierno y se lo representa destripado; el contrapasso representado implica a Mahoma como un cismático, que desgarra figurativamente el cuerpo de la Iglesia Católica y compromete la integridad de la verdad del cristianismo de la misma manera que el cuerpo de Mahoma se describe literalmente herido.

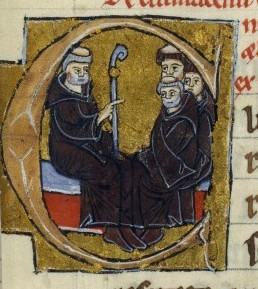
Pedro el Venerable, con otros monjes, manuscrito iluminado del.

Una interpretación más positiva aparece en el Estoire del Saint Grail del siglo XIII, el primer libro del vasto ciclo artúrico, el Lancelot-Grail. Al describir los viajes de José de Arimatea, el autor dice que la mayoría de los residentes de Oriente Medio eran paganos hasta la llegada de Mahoma, quien se muestra como un verdadero profeta enviado por Dios para llevar el cristianismo a la región. Sin embargo, esta misión fracasó cuando el orgullo de Mahoma hizo que cambiara los deseos de Dios, engañando así a sus seguidores. Sin embargo, la religión de Mahoma se describe como muy superior al paganismo.
El Tultusceptrum del libro domni Metobii, un manuscrito andaluz con fecha desconocida, relata cómo Mahoma (llamado Ozim de Hashim) fue engañado por Satanás para que adulterara una revelación divina originalmente pura. La historia argumenta que Dios estaba preocupado por el destino espiritual de los árabes y quería corregir su desviación de la fe. Luego envía un ángel al monje Osius, quien le ordena predicar a los árabes. Sin embargo, Osius está enfermo y ordena a un joven monje, Ozim, que lleve a cabo las órdenes del ángel. Ozim se propone seguir sus órdenes, pero es detenido por un ángel maligno en el camino. El ignorante Ozim cree que él es el mismo ángel que habló con Osius antes. El ángel maligno modifica y corrompe el mensaje original dado a Ozim por Osius, y le cambia el nombre a OzimMahoma. De esto se siguieron las enseñanzas erróneas del Islam, según el Tultusceptrum.

#### Tomás de Aquino
Tomás de Aquino fue muy crítico con el carácter y la ética de Mahoma, afirmando que sus enseñanzas se ajustaban en gran medida a su estilo de vida inmoral. Escribió en Summa Contra Gentiles:

"Mahoma] sedujo al pueblo con promesas de placer carnal a las que nos incita la concupiscencia de la carne. Su enseñanza también contenía preceptos que estaban en conformidad con sus promesas, y dio rienda suelta al placer carnal. En todo esto, como no es de extrañar, fue obedecido por hombres carnales. En cuanto a las pruebas de la verdad de su doctrina, presentó sólo aquellas que pudieran ser captadas por la habilidad natural de cualquiera con una sabiduría muy modesta ... Tampoco los pronunciamientos divinos de parte de los profetas precedentes le ofrecen ningún testimonio. Por el contrario, pervierte casi todos los testimonios del Antiguo y del Nuevo Testamento convirtiéndolos en fabricaciones propias, como puede ver cualquiera que examine su ley. Por lo tanto, fue una decisión astuta de su parte prohibir a sus seguidores que leyeran el Antiguo y el Nuevo Testamento, para que estos libros no lo condenaran por falsedad. Está claro, pues, que quien pone alguna fe en sus palabras cree tontamente".

#### Martín Lutero
Martín Lutero se refirió a Mahoma como "un diablo y primogénito de Satanás". El principal objetivo de las críticas de Lutero en ese momento era el Papa, y la caracterización que Lutero hizo de Mahoma tenía la intención de hacer una comparación para mostrar que el Papa era peor.

#### sigloXX
A principios del siglo XX, las opiniones de los eruditos occidentales sobre Mahoma cambiaron, incluidas las opiniones críticas. En la Enciclopedia Católica de 1911, Gabriel Oussani afirma que Mahoma se inspiró en una "comprensión imperfecta" del judaísmo y el cristianismo, pero que las opiniones de Lutero y de aquellos que llaman a Mahoma un "impostor malvado", un "mentiroso cobarde" y un "engañador deliberado" "son un abuso indiscriminado y sin apoyo de hechos". En cambio, los eruditos occidentales del siglo XIX como Aloys Sprenger, Theodor Noldeke, Gustav Weil, William Muir, Sigismund Koelle, Grimme y DS Margoliouth nos dan una estimación más correcta e imparcial de la vida y el carácter de Mahoma, y están sustancialmente de acuerdo con sus motivos, llamado profético, calificaciones personales y sinceridad.
Muir, Marcus Dods y otros han sugerido que Mahoma fue al principio sincero, pero luego se volvió engañoso. Koelle encuentra la clave del primer período de la vida de Mahoma con Jadiya, su primera esposa, después de cuya muerte se convirtió en presa de sus "pasiones malvadas". Samuel Marinus Zwemer, un misionero cristiano, criticó la vida de Mahoma por las normas del Antiguo y Nuevo Testamento, por la moralidad pagana de sus compatriotas árabes, y por último, por la nueva ley que trajo. Citando a Johnstone, Zwemer concluye afirmando que su severo juicio se basa en pruebas que "provienen en su totalidad de los labios y las plumas de sus devotos seguidores [es decir, de Mahoma]".

### Crítica hindú

#### sigloXIX

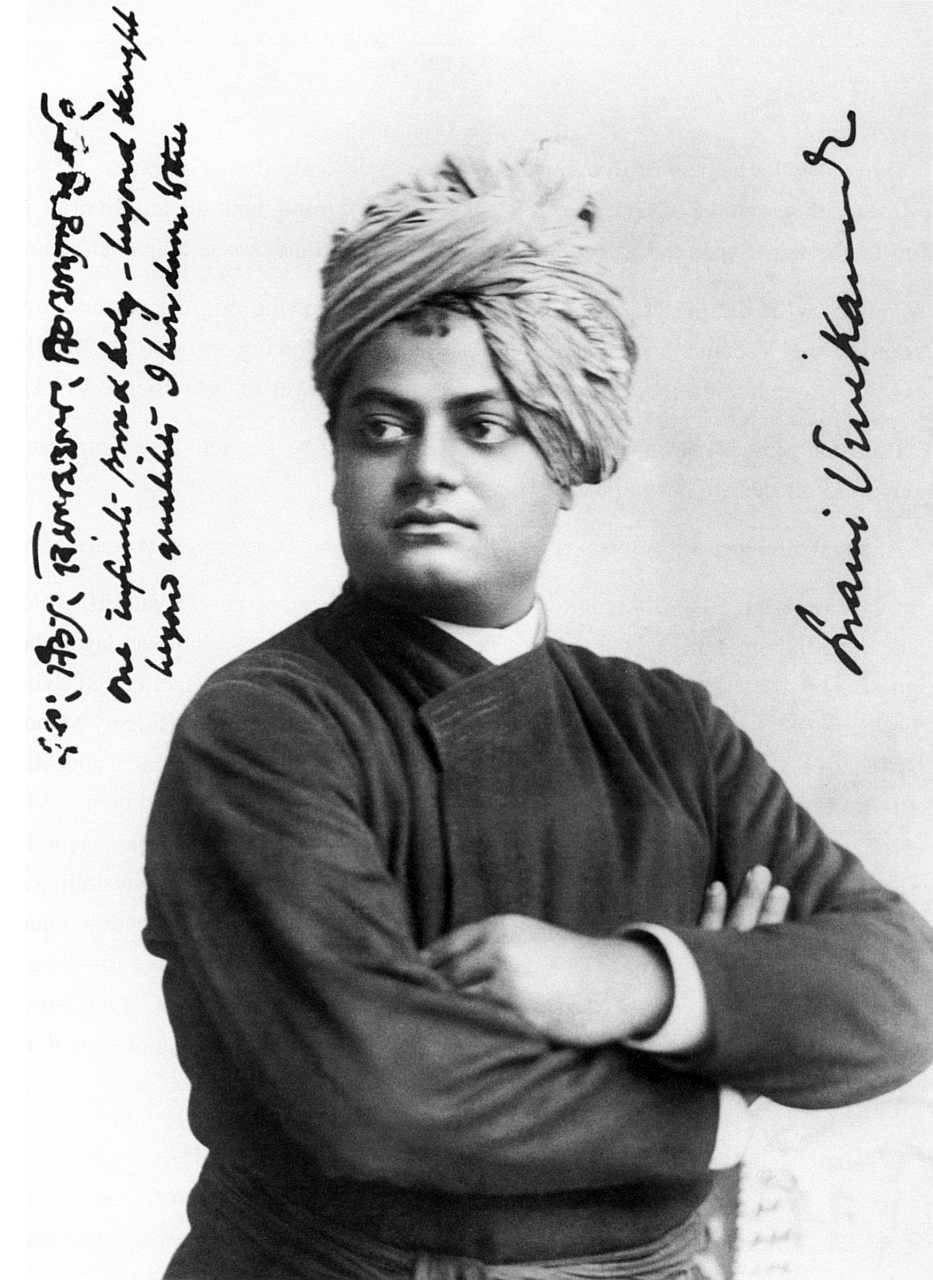
Swami Vivekananda.

En su obra de 1875, Satyarth Prakash, Dayananda Sarasvati, el fundador de Arya Samaj, citó e interpretó varios versos del Corán y describió a Mahoma como "belicoso", un "impostor" y uno que tendía "un cebo para hombres y mujeres, en el nombre de Dios, para satisfacer sus propias necesidades egoístas". Swami Vivekananda escribió en su libro de 1896 Raja Yoga que aunque Mahoma se inspiró, no era un yogui entrenado, ni sabía la razón de lo que estaba haciendo. Vivekananda escribió que se ha hecho un gran mal a través del fanatismo de Mahoma con "países enteros destruidos" y "millones y millones de personas asesinadas".

#### Década de 1920
En la década de 1920, tres publicaciones escritas por hindúes atacaron a Mahoma y sus matrimonios: el libro Vichitra Jivan (que significa "vida extraña") de Pandit Kalicharan Sharma en 1923, el panfleto Rangila Rasul (que significa "El profeta colorido") de un autor anónimo con el seudónimo de Pandit Chamupati en 1924, y el ensayo Sair-i-Dozakh (que significa "El viaje al infierno") de Devi Sharan Sharma en 1927. En Vichitra Jivan, Sharma escribió que Mahoma fue víctima de muchos males, que todos sus matrimonios fueron extraordinarios e impropios y que sufría de epilepsia.
Sharma examinó en detalle los "maravillosos poderes" de Mahoma, los "productos de su cuerpo" y cada rasgo de sus "relaciones maritales y sexuales", y terminó el libro diciendo que tal persona no podría haber sido un mensajero divino. El Sair-i-Dozakh fue una versión de Isra y Mi'raj, el viaje de Mahoma al cielo y al infierno según las tradiciones islámicas. Descrito como una "sátira brutal" por Gene Thursday, describió un sueño supuestamente experimentado por el autor en el que monta un animal misterioso y ve a varias deidades y gurús hindúes y sijs en el reino de la salvación.

#### Críticas modernas
Jai Maharaj, patrocinador del sitio web Satyameva Jayate, escribió que Mahoma era "de hecho un terrorista, criminal y asesino cuya vida entera se basó en victimizar a inocentes y entregarse a la violencia, la matanza y la masacre sin sentido". Maharaj relató lo que él llamó "actos criminales en forma de batallas y asesinatos" de Mahoma, incluido el asesinato de cuatro comerciantes durante el mes sagrado de Rajab, el asesinato de 70 comerciantes y 900 hombres de La Meca, el asesinato de los poetas Asma bint Marwan y Abu 'Afak, y la motivación inicial para matar seguida de la eventual expulsión de la tribu judía de Banu Qaynuqa.

### Voltaire

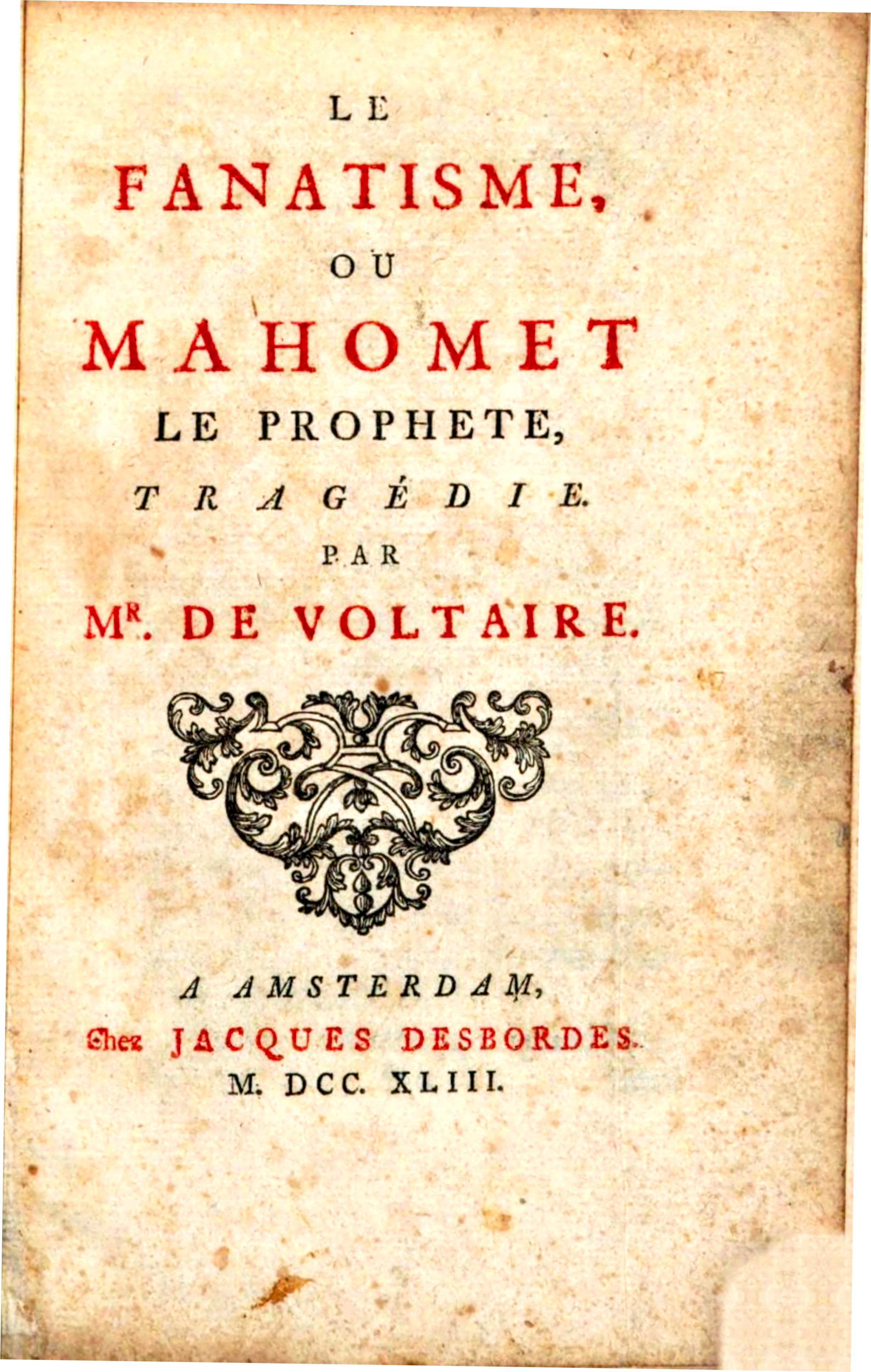
Portada de la edición de 1753 de la obra Mahoma de Voltaire.

Mahoma (en francés: Le fanatisme, ou Mahomet le Prophète, literalmente El fanatismo o Mahoma) es una tragedia en cinco actos escrita en 1736 por el dramaturgo y filósofo francés Voltaire. Debutó en Lille el 25 de abril de 1741. La obra es un estudio del fanatismo religioso y la manipulación egoísta basada en un episodio de la biografía tradicional de Mahoma en el que ordena el asesinato de sus críticos. Voltaire describió la obra como "escrita en oposición al fundador de una secta falsa y bárbara a quien podría yo inscribir con más propiedad una sátira sobre la crueldad y los errores de un falso profeta".
En una carta a Federico II de Prusia en 1740, Voltaire atribuye a Mahoma una brutalidad que "seguramente no es nada que nadie pueda excusar" y sugiere que sus seguidores se deben a la superstición y la falta de Ilustración. Quería retratar a Mahoma como "Tartufo con una espada en la mano".